# Arcibiskupský exarchát Luck
Arcibiskupský exarchát Luck je exarchát ukrajinské řeckokatolické církve nacházející se na Ukrajině.

## Území
Exarchát zahrnuje volyňskou oblast a rovenskou oblast.
Exarchátním sídlem je město Luck, kde se také nachází hlavní chrám - Katedrála Narození Bohorodičky.
Rozděluje se do 28 farností. K roku 2015 měl 3 262 věřících, 15 exarchátních kněží, 12 řeholních kněží, 1 trvalého jáhna, 14 řeholníků a 6 řeholnic.

## Historie
Exarchát byl zřízen 15. ledna 2008, a to z části území vyšší archieparchie Kyjev–Halyč. Do roku 1839 existovala na tomto území eparchie Luck–Ostroh.

## Seznam arcibiskupských exarchů
- Josafat Oleh Hovera (od 2008)